# The Sweet Hereafter
The Sweet Hereafter és una pel·lícula canadenca dirigida per Atom Egoyan, estrenada el 1997.

## Argument
Mitchell Stephens, advocat, desembarca en un llogarret sacsejat per un terrible accident de bus que s'ha emportat la majoria dels nens del poble. Convencerà a poc a poc els pares d'intentar un procés contra els que consideren responsables de l'accident.

## Repartiment
- Ian Holm: Mitchell
- Caerthan Banks: Zoe
- Sarah Polley: Nicole
- Tom McCamus: Sam
- Gabrielle Rose: Dolores
- Alberta Watson: Risa
- Maury Chaykin: Wendell
- Stéphanie Morgenstern: Allison
- Kirsten Kieferle: Stewardess
- Arsinée Khanjian: Wanda
- Earl Pastko: Hartley
- Simon Baker: Bear
- David Hemblen: Abbott
- Bruce Greenwood: Billy
- Sarah Rosen Fruitman: Jessica

## Al voltant de la pel·lícula
- El rodatge s'ha desenvolupat a Stouffville i Toronto, a Ontario, així com a Merritt i Spences Bridge, a la Columbia Britànica.
- Destacar l'aparició de Russell Banks, l'autor de la novel·la, en el paper del Dr. Robeson.
- La pel·lícula reprèn el tema de la llegenda del Flautista de Hamelin.

## Premis i nominacions

### Premis
- 1997. Gran Premi del Jurat al Festival de Cannes per Atom Egoyan
- 1997. Premi a la millor pel·lícula canadenca en el Festival Internacional de Cinema de Toronto

### Nominacions
- 1997. Palma d'Or
- 1998. Oscar al millor director per Atom Egoyan
- 1998. Oscar al millor guió adaptat per Atom Egoyan